# Дорненкранцталер

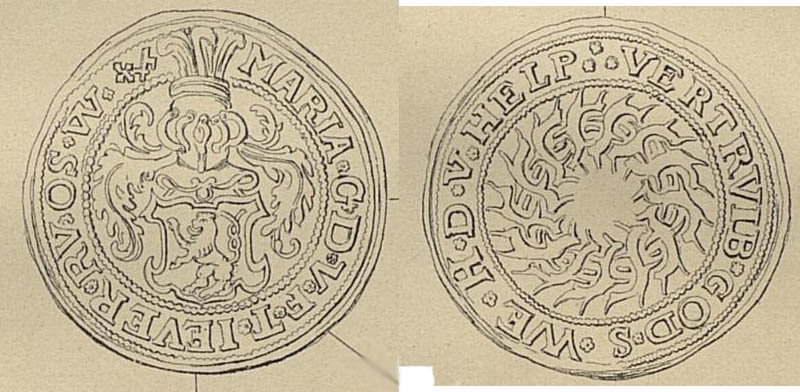
Дорненкранцталер

Дорненкранцталер (нем. Dornenkranztaler, дословно «талер с терновым венком») — название крайне редкого талера Марии Еверской 1561 или 1562 года выпуска весом около 28,5 г и диаметром ~ 40 мм. Наряду с бургталером и другими монетами содержит символы, указывающие на тяжёлую судьбу княгини Евера и противостояние с графами Восточной Фризии, которые стремились включить её земли в состав своих владений.
Практически вся жизнь незамужней правительницы крохотной немецкой земли Евер Марии прошла в противостоянии с графами Восточной Фризии. Княгиня проявила себя деятельной и толковой правительницей, которая смогла отстоять своё княжество от посягательств соседей. Среди многочисленных нововведений было открытие в 1560 году монетного двора. На нём и отчеканили ничтожным тиражом дорненкранцталеры. На аверсе, одинаковом с бургталером, помещён щит с изображением еверского льва, а также круговая надпись «Maria • G • D • М • F • T • IEVER • RV • OS • W» (MARIA, geborene Dochter und Froichen tho Jever, Rustringen, Ostringen und Wangerland). В вольном переводе это обозначает «Мария, наследница и правительница Евера, Рюстрингена, Острингена и Вангерланда». На реверсе изображён терновый венок и круговая надпись «VERTRVIB GOD SO WERD HE DI VTHELFEN», что в переводе с нижненемецкого языка обозначает «Надейся на Бога и он тебе поможет».
Терновый венок символизирует боль и страдания Марии Еверской, которые она испытала в юности. Дорненкранцталер отчеканили крайне малым тиражом. Правительница крошечного княжества Евер одаривала этими памятными монетами своих приближённых.
По каталогу талеров Давенпорта монета имеет номер 9336. При этом сам факт её существования на 2018 год остаётся под вопросом. В каталоге выпуска 2011 года немецких монет Краузе с 1501 года, на сайте Numismatic Guaranty Corporation информация о ней имеется, а цена не указана в связи с отсутствием проходов на аукционах в XX—XXI столетиях. Соответственно, сохранился ли хоть один экземпляр из мизерного выпуска 1561 или 1562 года — неизвестно.